# ブロンコスチアリーダーズ
ブロンコスチアリーダーズ（Broncos Cheerleaders）は、プロバスケットボールB3.LEAGUE・さいたまブロンコスのチアリーディングチームである。

## 概要
それまでブロンコスのチアリーディングチームとして活動していたZEROに代わり、初の球団直轄として2007年に結成。地元出身の舞台女優である新田千尋らが参加。
2005年より活動中のキッズチアリーディングチーム「PONYS GREEN」とともに応援パフォーマンスを披露する他、埼玉県内の様々なメディアやイベントでも活躍している。
初年度でPONYS GREENとともにbjリーグ初代「ベストパフォーマンス賞」を受賞した。
一方でPONYS GREENの指導も行っていた。
2019-20シーズンを最後にチアダンスチームは事実上の解散状態。 2021年より小学生を対象としたチアダンススクールを開始。